# Шостаковский, Михаил Фёдорович
Михаи́л Фёдорович Шостако́вский (6 июня 1905, Новоселица, Подольская губерния — 1 ноября 1983, Москва) — советский химик-органик, доктор химических наук, член-корреспондент АН СССР.
В разные годы возглавлял Институт органической химии СО АН СССР (впоследствии переименованный в Иркутский институт химии имени А. Е. Фаворского СО РАН) и Институт химии нефти СО АН СССР, а также кафедру высокомолекулярных соединений Томского государственного университета и кафедру органической химии Всесоюзного заочного политехнического институт. Автор таких изобретений, как присадка и бальзам (Винилин) Шостаковского, широко применяемых во время Великой Отечественной войны.

## Биография
Родился 24 мая (6 июня) 1905 года в деревне Новоселица (ныне Кировоградская область, Украина) в крестьянской семье.
В 1917 году окончил начальную школу, через два года — двухклассное училище, а в 1923 году — так называемую школу для взрослых 2-й ступени, после чего уехал к брату и сестре в Иркутск, где поступил сразу на последний курс вечернего рабочего факультета. В 1924 году Шостаковский его окончил и до 1929 года учился на факультете медицинской биохимии в Иркутском государственном университете (ИГУ). Во время учёбы Шостаковским были написаны две научные статьи «о цветовом показателе крови у физкультурников».
По окончании ИГУ Михаил Фёдорович оставлен в аспирантуре, однако почти сразу был призван в РККА из-за конфликта на КВЖД. Через год его досрочно демобилизовали по просьбе университета, где он был назначен научным сотрудником на кафедру органической химии. В этом же году из-за нехватки преподавателей в сформировавшихся институтах Иркутского университета Михаила Фёдоровича пригласили читать курс органической химии сразу в Медицинский институт и Институт мясомолочной промышленности, где до 1932 года работал доцентом. После этого поступил в аспирантуру А. Е. Фаворского и в мае 1935 года получил степень кандидата химических наук.
В 1936 году Фаворский отправил Шостаковского в Московский институт органической химии (МИОХ), где до 1939 года он проработал старшим научным сотрудником, возглавляя группу химиков, и с 1939 по 1962 год — лабораторию виниловых соединений. Направление работы Михаила Фёдоровича в МИОХ было связано с полимерами на основе виниловых эфиров, в частности изобретением сгущающей присадки для низкозамерзающих моторных масел. Результатом его работы было то, что к началу Великой Отечественной войны в Свердловске была сконструирована установка, которая снабжала военную технику «присадками Шостаковского» — веществами, которые добавляют в небольших количествах к топливам и маслам для улучшения их эксплуатационных свойств.
Следующим изобретением химика совместно с Фаворским (1939) стало новое антисептическое средство — Винилин (поливинилбутиловый эфир), которое, по результатам исследований, ускоряло заживление ожогов, не оказывая токсических эффектов. Это вещество, которое стало именоваться бальзамом Шостаковского, также начали производить во время войны для применения в военной медицине. В 1950—1955 годы был разработан препарат на основе поливинилпирролидона — «Гемодез» (кровезаменитель), а также серосодержащий «Винилин Роск», которые применяли во время эпидемии стригущего лишая в Казахстане.
Доктор химических наук (1944). В 1953 году был введён в состав экспертных комиссий по премиям Президиума и Отделения химических наук по золотым медалям и премиян АН СССР. В 1954—1957 годах был членом Ученого совета ИОХАН имени Н. Д. Зелинского. В 1957 году был приглашен на работу в Сибирское отделение Академии наук СССР, а в Иркутске открыл и Институт органической химии СО АН СССР, который возглавлял до 1971 года.
В 1960—1967 годах синтезировал и исследовал свойства кремний-, олово- и свинецорганических соединений, также в 1967 году разработал новый безртутный метод получения уксусного альдегида, который был экономически эффективен.
10 июня 1960 года был избран членом-корреспондентом Академии наук СССР по Сибирскому отделению (специальность — «химия»). В 1971 году стал директором Института химии нефти СО АН СССР (Томск). Параллельно по инициативе ученого на химическом факультете Томского государственного университета была организована кафедра высокомолекулярных соединений, которую Шостаковский возглавлял с 1971 по 1973 год. После этого Шостаковский переехал в Москву, где получил должность заведующего кафедрой органической химии Всесоюзного заочного политехнического института и проработал там до конца жизни.
За время своей научной деятельности Михаил Фёдорович написал более 300 научных работ и стал автором более 50 изобретений.
Умер 1 ноября 1983 года в Москве.

## Награды и премии
- орден Трудового Красного Знамени (10.06.1945)
- орден «Знак Почёта» (1953)
- медали[7]
- Сталинская премия второй степени (1949) — за разработку нового способа получения виниловых эфиров[8]

## Избранная библиография
- Шостаковский М.Ф. Бальзам Шостаковского (Винилин). — М.: Моск. правда, 1950. — 8 с.
- Шостаковский М.Ф. Простые виниловые эфиры. — М.: АН СССР, 1952. — 280 с.
- Шостаковский М.Ф., Шихиев И.А. и др. Новые кислородсодержащие кремнийорганические соединения. — Баку: Азнефтеиздат, 1960. — 191 с.
- Шостаковский М.Ф., Власов В.М., Шостаковский З.Ф., Ижевский К.М. Целебные полимеры. — М.: Знание, 1965. — 50 с.
- Шостаковский М.Ф., Богданова А.В.,. Химия диацетилена. — М.: Наука, 1971. — 523 с.